# Дихальна суміш
Дихальна суміш (англ. breathing gas; нім. atmendes Gemisch n) – суміш кисню, гелію, азоту і повітря в певних співвідношеннях, яку використовують для забезпечення життєдіяльності водолазів. На глибинах понад десять метрів чистий кисень під тиском стає токсичним, але він широко використовується в суміші з гелієм при глибоких зануреннях. Стиснуте повітря не використовується для постачання водолазів при зануреннях на глибину понад 50 м з причини його наркотичної дії, з тієї ж причини при неглибоких зануреннях досить обережно використовують азотно-кисневу суміш. 